# 진백종
진 폐제 진백종(陳 廢帝 陳伯宗, 554년 6월 20일(음력 5월 5일) ~ 570년 4월 22일(음력 4월 2일))은 중국 남북조 시대 진나라의 제3대 황제이다. 폐위되어 임해왕(臨海王)으로 강등되었고, 묘호와 시호는 없다.

## 생애
554년 5월에 문제 진천(文帝 陳蒨)과 문황후 심묘용(文皇后 沈妙容) 사이에서 장남으로 태어났다. 아명은 약왕(藥王)이고 559년 9월, 태자로 책봉되었다.
하지만 진백종은 몸이 약하고 나약하며 기품이 없어서 이버지 진천도 걱정을 했다. 이에 진천이 병이 들었을 때 이를 걱정하고 동생 진욱에게 황제 자리를 물려주려고 했다. 하지만 진욱과 신하들이 반대하는 바람에 그러지는 못했고 진천은 아우였던 안성왕, 양주자사 진욱을 필두로 중서사인 유사지(劉師知), 성서복야 도중거(到仲舉) 세 사람에게 보좌하라는 조서를 남겼다.
진백종이 황제가 되었을 때는 진천 시절 관료들이 조정을 장악하고 있었는데 조정은 둘로 나뉘었다. 하나는 도중거와 유사지 파였고 다른 하나는 진욱의 파였다. 도중거와 유사지, 진욱은 궁 안에 머물면서, 여러 민감한 사안들을 다루었다. 567년 유사지는 은부영(殷不佞) 등과 함께 진욱은 양주자사를 맡고 있기 때문에 임지로 떠나는 것이 좋겠다고 했다. 진욱은 처음에 그렇게 하려고 했지만 진욱의 부하들인 모희(毛喜)와 오명철(吳明徹) 등은 진욱을 설득해 궁에 남으라고 했다. 진욱은 유사지를 집으로 불러 체포하고 자살을 명했고 조정은 진욱의 손에 들어왔다. 도중거와 한자고(韓子高)는 다음이 자기들 차례일 것이라 생각하고 진욱을 제거하기로 했다. 하지만 이 계획은 탄로났고 진욱은 진백종의 명령을 받아 이 둘을 체포하고 자살을 명했다. 또 진백종의 친동생 시흥왕 진백무(始興王 陳伯茂)는 도중거와 한자고의 음모에 가담되었다는 의심을 받아 진욱에 의해 지위를 빼앗겼다.
도중거와 한자고의 죽음은 진천 아래에 있던 신하들에게 두려움을 심어주었다. 특히 상주(湘州)자사 화교(華皎)가 심했는데 567년 화교는 결국 북주에 투항했다. 진욱은 오명철과 순우량(淳于量)을 보내 북주, 화교, 후량의 연합군을 맞서게 했고 두 부대는 돈구(沌口)에서 마주쳤다. 오명철의 부대는 연합군의 함대를 격파했으며 교와 북주의 장군 우문직(宇文直)은 후량의 수도인 강릉(江陵)으로 도망갔다. 이 때 북주의 장군 원정은 사로잡혔고 568년, 오명철은 강릉을 포위공격했지만 역부족이었고 철수했다.
진욱의 지위는 계속해서 높아져만 갔고 시흥왕 진백무(始興王 陳伯茂)는 이런 상황에 불만을 가지고 스스로 황제의 자리에 오르려고 했다. 태황태후 장씨(章氏)의 명의로 칙령을 내려 진백종이 유사지나 화교의 음모에 연루되어 있다고 고발했다. 이 칙령은 진천이 원래 진백종은 황제의 자리에 합당하지 않으니 진욱이 맡아야 한다는 것으로 확대되었다. 이에 진백종은 폐위되어 임해왕(臨海王)에 봉해졌고 진백무(陳伯茂)는 온마후로 강등됐다가 암살당했다. 570년 진백종은 17세의 나이로 사망했는데 일단 사망이지만 워낙 이른 나이이고 거기에 여러 정황으로 볼 때 진욱에 의해 제거당했을 가능성이 높다.
566년 태어난 진백종의 외동아들 진지택(陳至澤)은 황후 왕소희(王少姬) 소생으로 아버지의 뒤를 이어 임해왕(臨海王)을 세습했다. 그는 진나라 멸망 때까지 살아 있었는데 멸망 후 후주 진숙보와 함께 수나라의 수도 장안으로 끌려갔다.

## 가계도

### 조부모와 부모
- 조부 : 시흥소열왕(始興昭烈王) 진도담(陳道譚)
- 조모 : 효비(孝妃)
- 부친 : 세조(世祖) 문황제(文皇帝) 진천(陳蒨)
- 모친 : 황후(皇后) 심묘용(沈妙容)

### 황후
| 봉호           | 시호 | 이름(성씨)     | 별칭  | 재위년도      | 생몰년도 | 국구(장인/장모)               | 능묘 | 비고 |
| -------------- | ---- | -------------- | ----- | ------------- | -------- | ----------------------------- | ---- | ---- |
| 폐황후(廢皇后) |      | 왕소희(王少姬) | [ 1 ] | 566년 ~ 568년 |          | 막구정후(莫口亭侯) 왕고(王固) |      |      |

### 황자
| - | 봉호               | 시호 | 이름           | 생몰년도  | 생모        | 별칭  | 비고  |
| - | ------------------ | ---- | -------------- | --------- | ----------- | ----- | ----- |
| 1 | 임해군왕(臨海郡王) |      | 진지택(陳至澤) | 566년 ~ ? | 황후 왕소희 | [ 2 ] | [ 3 ] |

## 기년
| 폐제        | 원년            | 2년        |
| ----------- | --------------- | ---------- |
| 서력 (西曆) | 567년           | 568년      |
| 간지 (干支) | 정해(丁亥)      | 무자(戊子) |
| 연호 (年號) | 광대(光大) 원년 | 2년        |